# 마에다 겐타
마에다 겐타(일본어: 前田 健太 まえだ けんた[*], 1988년 4월 11일~)는 일본의 프로 야구 선수이며, 현재 메이저 리그인 디트로이트 타이거스의 소속 선수(투수)이다. 오사카부 센보쿠군 다다오카정 출신이다.

## 개요
선발투수로서 NPB에서는 사와무라 에이지상을 두 차례나 수상하여 투수 부문 3관왕도 1회 달성했고 MLB에서는 5번의 지구 우승, 2번의 리그 우승에 기여했다. 2013년에는 제3회 WBC에서는 일본 대표팀의 일원으로 활약했다.

## 인물

### 프로 입단 전
어렸을 때부터 공부를 강요당한 적이 없었고 오히려 바깥에 자주 놀러갈 정도였다. 초등학교 3학년 때 자신의 집 근처에 있는 소꿉 친구의 영향으로 현지 야구팀인 ‘기시와다 이글렛’에서 야구를 시작했고 6학년 때는 서일본 대회에서 우승하는 등 실로 31개의 타이틀을 획득했다. 초등학생 때의 마에다는 야구 외에도 축구나 수영 등도 하여 특히 2살 때부터 배웠던 수영에서는 서일본 대회에서 우승한 경력도 갖고 있다. 중학교 시절에는 소년 야구팀 ‘다다오카 보이즈’에 소속돼 서일본 대회에서 우승을 이끌었다. 일본 선발에서는 세계 대회에 출전하여 팀의 우승에 기여하는 등 MVP에 선정됐고 또한 다다오카 보이즈 시절에는 ‘다카라즈카 보이즈’와 자주 상대하여 이때 포수를 맡았던 다나카 마사히로를 기억하고 있다고 한다.
프로 선수가 되는 것을 염두에 두고 PL가쿠엔 고등학교에 진학, 1학년 여름부터 벤치에 들어갔다. 오사카부 대회(전국 고등학교 야구 선수권 오사카 대회)에서는 오사카도인 고등학교와의 대회 사상 최초로 결승 재경기에서 선발로 나와 완투승을 거두어 ‘구와타 2세’라고 불리게 됐다. 제86회 하계 고시엔 대회(제86회 전국 고등학교 야구 선수권 대회)에서 첫 상대인 니혼 대학 제3 부설고등학교와의 경기에서 선발 등판했는데 2회 도중 오른쪽 발목 부근에 타구에 맞아 부상당하는 등 5이닝을 던져 8개의 피안타와 3실점으로 경기 도중 강판돼 팀도 5대 8로 패했다.
1학년 여름 때와 마찬가지로 2학년 여름에도 오사카도인 고등학교와 지구 예선에서 맞대결했는데 한 학년 위인 히라타 료스케, 쓰지우치 다카노부, 한 학년 아래인 나카타 쇼 등과 직접 상대했다. 이 해에 마에다는 타석에서 쓰지우치의 속구를 오른쪽 팔꿈치에 맞았고 직후의 투구에는 히라타에게 역전 2점 홈런을 허용했다. 최종 이닝에 쓰지우치로부터 홈런을 날렸지만 미치지 못한 채 2대 4로 패했다. 2학년 가을엔 코치와 상담하여 혼자서 묵묵히 달리기를 한 결과 겨울을 넘기고서는 구속이 10 km/h로 상승하면서 이후에는 140 km/h 후반을 측정하게 됐다.
3학년 봄에는 긴키 지역 대표로 제78회 선발 고등학교 야구 대회에 출전했는데 1차전 상대인 도치기 현립 모카 공업고등학교와의 경기에서 17개의 탈삼진과 완투승리를 거둔 것 외에 2차전 경기인 아이치 게이세이 고등학교와의 경기에서는 완봉승을 따냈다. 준준결승전인 아키타 상업고등학교와의 경기에서는 홈스틸도 보여줬다. 그러나 준결승전 상대인 나가사키 현립 세이호 고등학교에게 6실점을 기록하는 등 중도에 강판돼 무념의 패배를 당했다. 3학년 여름에는 4번 에이스를 맡아 최고 속도 148 km/h를 측정, 고교 통산 27개의 홈런을 쳤지만 오사카부 대회의 준준결승에서 패했다. 이로 인해 춘계 고시엔에서의 기억은 사라져 버렸지만 한편으론 프로에 들어가 되돌아보는 기분으로 바꿀 수 있었다고 한다.
9월 25일에 있은 프로 야구 고교생 드래프트 회의에서는 히로시마 도요 카프로부터 단독 1순위 지명을 받았고 10월 13일에 계약금 8,000만 엔, 연봉 800만 엔(금액은 추정치)으로 계약을 맺었다.

### 히로시마 시절

#### 2007년
입단 당초에는 구단 방침에 의해 2군 캠프에서 시작했지만 거의 완성된 투구 폼에서 계속 내보내는 떠오르는 직구나 아래로 떨어지는 커브를 던졌다는 평가를 받아 2월 20일에 1군 스프링 캠프로 합류했다. 1군에서의 등판은 거의 없었지만 그 시즌에 개막 이후부터 2군의 선발 로테이션을 맡았다. 봄에는 새로운 변화구 습득을 겸하고 있던 일도 있어 뚜렷한 결과가 나오지 않았지만 서서히 안정감을 늘렸다. 그런 안정감이 평가를 받아 2군 올스타전인 프레시 올스타전에도 출전했고 후반기가 시작되기 전에 올스타전 휴무 때는 1군의 연습에도 참가했다. 최종적으로는 모두 웨스턴 리그 최다인 118개의 피안타, 8패(5승 0세이브)를 기록하면서 결국 1군에서의 등판은 없었지만 투구 이닝 103과 2/3이닝은 팀내 최다 기록이었다. 또 타격에서는 3할 6푼 4리의 높은 타율을 남겼다.

#### 2008년
작년을 마지막으로 은퇴한 사사오카 신지로부터 에이스 넘버인 등번호 18번을 물려받았다. 당시엔 한 번도 1군에 출전한 적이 없이 프로로서 실적이 전무했던 마에다가 에이스 넘버를 이어받은 것에는 팬 뿐만 아니라 마에다 자신도 놀랄 뿐이었지만 뒤집어 생각하면 마에다에 대한 구단으로부터의 터무니없는 기대의 표시이기도 했다. 4월 5일 요코하마 베이스타스전에서 첫 등판과 동시에 첫 선발 출전을 해서 5이닝 동안 3실점이라는 결과를 남겼다. 6월 18일의 홋카이도 닛폰햄 파이터스전에서 8이닝을 2피안타 무실점, 탈삼진 4개를 기록하는 호투(7이닝까지는 무안타)로 프로 데뷔 후 첫 승리 투수가 됐다. 9월 20일 주니치 드래곤스전에서는 102개의 공을 던져 피안타 4개로 첫 완봉승(무볼넷)도 기록했다.
9월 28일, 히로시마 시민 구장에서의 마지막 정규 경기(대 도쿄 야쿠르트 스왈로스 21차전)에서는 가와시마 료로부터 첫 홈런을 기록해 이 경기에서는 승리 투수로도 되면서 구 히로시마 시민 구장에서의 마지막 승리 투수가 됐다. 올스타전 이후에는 팀내 로테이션에 완전히 차지하면서 클라이맥스 시리즈 진출을 놓고 경쟁을 전개한 9월과 10월에 4승을 기록, 콜비 루이스에 이어 팀내 2위이자 타이 기록인 9승(2패)을 올려 시즌 개막을 앞두고 자신이 목표로 했던 시즌 5승을 큰 폭으로 끌어올렸다. 시즌 종료 후의 계약 갱신에서는 약 3배로 늘어난 2,500만 엔으로 갱신했다.

#### 2009년

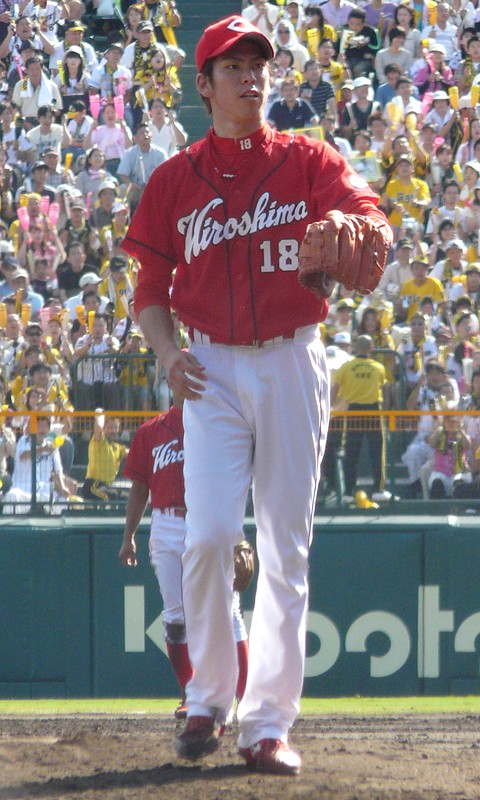
마에다 겐타(2009년)

개막 2경기째인 요미우리 자이언츠전(도쿄 돔)에 선발로 나와 시즌 첫 등판에 첫 승리 투수가 됐다. 21세 생일을 맞은 4월 11일 주니치전에서는 그 해에 새로 개장한 히로시마의 홈구장 마쓰다 스타디움에서 자신의 두 번째인 무볼넷 완봉승을 기록했고, 팀도 신 구장에서의 첫 승리로 이끌었다. 그러나 이후의 등판에서는 5연패와 7연패를 한 차례씩 기록하는 등 패전 수가 크게 앞서 나가는 등 최종적으로 8승 14패라는 저조한 성적으로 시즌을 마감했다.
29경기에 등판하여 그 중 22경기에서 퀄리티 스타트(선발에서 6이닝 이상을 던져 3실점 이내)를 기록했음에도 불구하고 그 22경기 중에서 승리 투수가 된 것은 고작 7경기였다. 이 사실로도 히로시마가 마에다의 등판 경기에서 점수를 따지 못한 것은 명확했다. 마에다의 14패는 거의 접전에 의한 것으로, 그 원인을 ‘이기지 못하는 자신의 나약함’과 ‘상대에게 던진 것에서 패한 것’이라고 분석했다. 또한 경기 전체가 아닌 승부처를 잡는 것이 중요하다고 생각하여 그 후의 투구에 활용했다. 더욱이 긍정적인 성격이 결과가 나오지 않는 와중에도 심리적인 압박감에 지지 않는 기분을 유지할 수 있었던 요인이라고 말한다. 이 해의 요미우리·주니치·야쿠르트의 상위 3팀과의 대결에서는 평균 자책점이 모두 2점대(선발에서는 마에다뿐이다)이면서도 4승 9패로 패전 수가 더 많았다.
그러나 2009년 시즌을 통해서 로테이션을 끝까지 지켜내 팀내 1위이자 리그 3위인 193 투구 이닝을 기록했고 5회를 채우지 못하고 강판됐던 경기는 1경기에 불과했다. 피홈런은 배로 늘었지만 리그 4위인 탈삼진 147개, 볼넷은 29개에 불과했고 WHIP도 작년보다 향상돼 항상 안정된 투구를 보였다. 구단도 마에다의 투구 내용을 높이 평가했기 때문에 오프의 계약 갱신에서는 배에 가까운 4,800만 엔으로 갱신했다.

#### 2010년
3월 26일 주니치전(나고야 돔)에서 개막전 선발을 맡을 것으로 보였던 오타케 간이 부상당한 것으로 인해 나오는 것이 늦어지면서 자신으로서는 처음으로 개막전 선발 투수를 맡아 8이닝 동안 1실점으로 막아내 승리 투수가 됐다. 작년에 이어 득점 지원율이 리그 하위 2위에 해당되는 3.38을 나타내 타선의 지원을 받지 못하는 부담을 겪었지만 슬라이더의 꺾임과 직구 구속이 모두 향상돼 투구의 안정성이 현격히 향상됐다. 개막 이후부터 평균 자책점 1점 대를 유지하여 순조롭게 승리를 쌓았고 교류전에서는 12개 구단 중 1위인 1.05의 평균 자책점을 기록했다. 전반기에서는 자신의 첫 두 자릿수 승리 기록을 달성하였고 올스타전에서도 팬 투표 부문 양대 리그 최다 득표 및 선수간 투표 선출로 첫 출전을 이뤘던 1차전(후쿠오카 Yahoo! JAPAN 돔)에서 올스타전의 첫 선발 승리를 거두었다. 5월 15일 홋카이도 닛폰햄 파이터스전(마쓰다 스타디움)에서는 다르빗슈 유와 치열한 투수전을 펼쳐 다르빗슈는 8이닝 무실점, 마에다는 9이닝 무실점의 완봉승을 따냈다. 9회말에 아카마쓰 마사토의 끝내기 안타로 히로시마가 1대 0으로 승리하여 일본 야구계의 에이스와의 격렬한 투구를 압도한 마에다가 승리 투수가 됐다. 이 경기 후에 다르빗슈가 자신의 블로그에서 마에다의 이름을 언급하며 칭찬하는 내용을 쓴 사실이 알려져 화제가 됐다.
최종 성적은 15승 8패, 평균 자책점 2.21, 탈삼진 174개를 남겨 센트럴 리그에서는 11년 만에 사상 최연소이자 히로시마 구단 사상 최초의 투수 부문 3관왕 타이틀과 센트럴 리그의 투수로서는 2004년의 가와카미 겐신 이래 6년 만이 되는 사와무라 에이지상을 처음으로 수상했다. 0.98로 단지 한 명을 자른 1.00의 WHIP과 투구 이닝 215와 2/3이닝은 12개 구단 가운데 1위가 됐다. 마에다 자신은 비약에의 분기점으로서 4월 8일 야쿠르트전에서 3회말에 다나카 히로야스를 루킹 삼진으로 잡은 1개의 공을 들었다.

#### 2011년
2년 연속으로 개막전 선발 투수를 맡았지만 타 구단으로부터의 연구가 진행된 것과 몇 년 사이에 근속 피로가 생겨난 탓인지 전반기에는 불안정한 투구가 눈에 띠었으나 그 이후에는 서서히 컨디션을 회복하고 투구 이닝은 자신의 최고 기록인 216이닝을 경신하는 등 2년 연속으로 최다 탈삼진 타이틀(192개)을 획득했다. 시즌 최종 등판이 된 10월 25일 야쿠르트전(메이지 진구 야구장)에서 9회 1사까지 노히트 노런을 이어가고 있었지만 1사에서 후지모토 아쓰시에게 첫 안타를 허용하는 바람에 하타케야마 가즈히로의 2루 땅볼로 1대 1 동점이 됐고 이어지는 후쿠치 가즈키에게 끝내기 안타를 허용하고 패전 투수가 됐다.

#### 2012년
4월 6일, 요코하마 DeNA 베이스타스전(요코하마 스타디움)에서 타자 29명을 상대로 122개의 공을 던져 볼넷 2개와 탈삼진 6개를 호투한 끝에 노히트 노런을 달성했다. 일본 프로 야구에서의 노히트 노런은 2006년의 야마모토 마사 이래 6년 만에 74번째(85번째)이며 센트럴 리그 35번째(38번째)의 쾌거였다. 또한 히로시마의 투수로서는 1999년 사사오카 신지 이래 13년 만의 쾌거를 달성했다. 올스타전에 팬 투표로 선출돼 2차전(마쓰야마 주오 공원 야구장)에서 선발 등판해 3이닝을 1피안타 무실점으로 막아내 승리 투수가 되면서 첫 MVP를 수상했다. 투수의 MVP 수상은 2004년 1차전의 마쓰자카 다이스케 이래 8년 만이며 히로시마의 투수로서는 1980년 3차전의 에나쓰 유타카 이래 32년 만이다. 9월 8일 DeNA전(마쓰다 스타디움)에서 완봉승을 따냈고 시즌 최종전이 된 요코하마전(요코하마 스타디움)에서는 9이닝을 1실점으로 완투해서 시즌 14승째를 올렸다.
최종적으로 이 해에는 자신의 최고 평균 자책점 1.53을 기록하여 1955년의 하세가와 료헤이를 제치고 구단 역사상 최고의 평균 자책점 기록을 수립했다. 이로써 자신의 두 번째인 최우수 평균 자책점 타이틀을 획득했다. 시즌 종료 후인 12월 4일에 제3회 월드 베이스볼 클래식 일본 대표팀 후보 선수 34명의 명단에 올랐다.

#### 2013년
2월 20일에는 제3회 월드 베이스볼 클래식 일본 국가대표팀 선수 28명이 발표되면서 대표팀 선수로 발탁돼 등번호는 ‘20’번이 됐다. 다나카 마사히로와 함께 ‘더블 에이스’로서 기대를 모았지만 예년의 시즌 종료 후부터도 빨리 조정해야 하기 때문에 대회 전에는 오른쪽 어깨 부상 등으로 부진에 시달리면서 우려를 샀지만 대회가 시작되자 중국, 네덜란드, 푸에르토리코를 상대로 3경기에 선발 등판했다. 총 15이닝을 던지고 2승 1패, 평균 자책점 0.80, 탈삼진 18개의 성적으로 대회 우수 선수로 선정됐다. 도쿄 스포츠에 의하면 그 제구력의 높이가 미국 언론에서는 그레그 매덕스의 이름에서 따온 ‘마에덕스’(マエダックス)라고도 불렸다.
정규 페넌트레이스에서는 월드 베이스볼 클래식의 영향으로 개막전 선발 투수는 브라이언 벌링턴에게 양보했다. 개막 이후부터 좋은 컨디션을 유지하여 한때는 평균 자책점 0.30이라는 경이적인 성적을 기록했지만 선발 예정이었던 4월 20일 요미우리전을 앞두고 오른쪽 팔꿈치 삼두근 근막염으로 등판을 피하면서 이튿날인 21일에 등록이 말소됐다. 그 후 교류전까지의 기간 중 오른쪽 옆구리의 위화감 등도 더해지면서 등록 말소와 복귀를 반복해 5이닝을 던지지 못하고 부상 강판되는 일도 겹쳐져 평균 자책점도 2점대 후반까지 떨어졌다. 교류전이 끝나고 리그가 재개돼 스스로 안타를 때린 6월 23일 야쿠르트전(마쓰다 스타디움)에서 도바야시 쇼타의 역전 끝내기 홈런으로 패전은 면했고 6월 30일 한신전(한신 고시엔 구장)에서는 프로 입문 이후 첫 노와인드업으로 투구해 9이닝 무볼넷, 탈삼진 9개의 성적으로 통산 9번째의 완봉 승리(무볼넷에서의 완봉은 4년 만의 3번째)를 따냈는데 자신으로서는 35일 만의 승리 투수가 됐다.
히로시마 평화 기념일인 8월 6일, 홈구장에서 열린 한신전에 5일 쉬고 선발 등판해 7이닝 동안 111개의 공을 던져 무실점과 6개의 탈삼진을 호투를 보여 9회말에 마루 요시히로의 희생 플라이에 의한 1대 0의 극적인 끝내기 승리를 연출했다. 히로시마가 8월 6일에 팀 연고지에서 승리하는 것은 55년 만이었다. 8월에는 4경기에 등판해 불과 1실점으로 월간 평균 자책점이 0.30이라는 좋은 성적을 남겼다.
팀의 첫 클라이맥스 시리즈에서는 퍼스트 스테이지 1차전인 한신전에 등판하여 7이닝 1실점의 호투로 승리 투수가 됐지만 파이널 스테이지 2차전인 요미우리전에서는 상대 타자 데라우치 다카유키에게서 통한의 3점 홈런을 맞아 3실점을 기록하여 패전 투수가 됐다. 시즌 종료 후의 계약 갱신에서는 연봉 2억 8,000만 엔의 단년 계약으로 서명해 장래에 메이저 리그에 도전하겠다는 입장을 밝혔다.

#### 2014년
자신으로서는 통산 4번째의 개막전 선발 투수를 맡았다. 개막 이후부터 4월까지 1.36의 평균 자책점을 기록하여 쾌조의 스타트를 끊었지만 8월에는 평균 자책점이 4.65를 나타내며 부진을 겪었다. 9월과 10월에는 6경기에 등판하여 평균 자책점 2.20, WHIP 0.96, 5차례의 퀄리티 스타트를 기록하면서 단번에 회복됐다. 그러나 그 사이에 득점지원율이 2.15에 불과할 정도로 타선의 지원을 받지 못했고 1승 밖에 올리지 못했다. 시즌 평균 자책점은 2.60으로 그리 나쁜 숫자는 아니었지만 11승 9패의 성적으로 정규 시즌을 마쳤다. 10월 11일에 열린 한신 타이거스와의 클라이맥스 시리즈 퍼스트 스테이지 1차전에서는 후쿠도메 고스케에게 솔로 홈런을 제외하곤 6이닝 1실점의 호투를 보였지만 팀 타선의 지원을 받지 못하고 패전 투수가 됐다. 다음날에 열린 2차전에서도 팀은 패했다.
시즌 종료 후인 10월 9일에 미일 야구 2014의 일본 대표팀 선수로 발탁됐고 12월 24일에 연봉 3억 엔으로 계약을 갱신했는데 센트럴 리그 투수 가운데 최연소로서 3억 엔에 도달한 투수가 됐다.

#### 2015년
마쓰다 스타디움을 홈구장으로 이전한 후의 첫 시즌 개막전이 된 3월 27일 야쿠르트전에서 자신으로서는 통산 5번째의 개막전 선발 투수를 맡아 7이닝 2실점의 호투를 보였지만 타선의 지원은 없었다. 그 후 팀이 동점을 따라 잡았기 때문에 승패는 연결되지 않았지만 팀은 연장전 접전 끝에 패하면서 홈구장에서의 개막전을 승리로 장식할 수 없었다. 6월 19일 DeNA전(요코하마 스타디움)에서는 1실점 완투승을 거두어 구단 통산 4000승 달성에 기여했다. 8월 27일 한신전(마쓰다 스타디움)에서 8이닝 무실점의 호투로 6년 연속 두 자릿수 승리가 되는 시즌 10승째를 올렸다. 6년 연속 두 자릿수 승리를 거둔 것은 2011년에 당시 닛폰햄 소속이던 다르빗슈 유 이래의 기록이다. 10월 2일 주니치전(마쓰다 스타디움)에서 3회말에 자신으로서는 프로 2호째인 2점 홈런을 날렸는데 이것이 결승점이 되면서 7이닝 1실점의 호투로 시즌 15승째를 올렸다.최종적으로는 15승 8패, 탈삼진 175개, 완투 5차례, 평균 자책점 2.09, 투구 이닝 206.1이닝, 29차례 등판, 승률 6할 5푼 2리의 성적으로 사와무라 에이지상 선정 기준인 15승, 탈삼진 150개, 완투 10차례, 평균 자책점 2.50, 200투구 이닝, 25차례 등판, 승률 6할 등 7개의 항목 가운데 완투 횟수를 제외한 6개의 항목을 채웠다. 10월 26일에 자신으로서는 두 번째이자 2010년 이래 5년 만에 사와무라 에이지상 수상자로 선정됐다(센트럴 리그의 투수로서는 2010년에 자신이 수상한 이래 5년 만이다).
또한 7월 16일에는 제1회 WBSC 프리미어 12의 일본 대표팀 1차 후보 선수로 발탁됐고 9월 10일에는 일본 대표팀 후보 선수로 발탁됐다. 10월 9일에는 최종 로스터 28인 명단에 이름이 올랐다.
오프에는 포스팅 시스템을 이용한 메이저 리그에 진출하겠다는 의사를 구단에 밝혔고 12월 4일에 양도금 설정 2,000만 달러로 포스팅 시스템이 구단에서 허용됐다.

### 로스앤젤레스 다저스 시절

#### 2016년

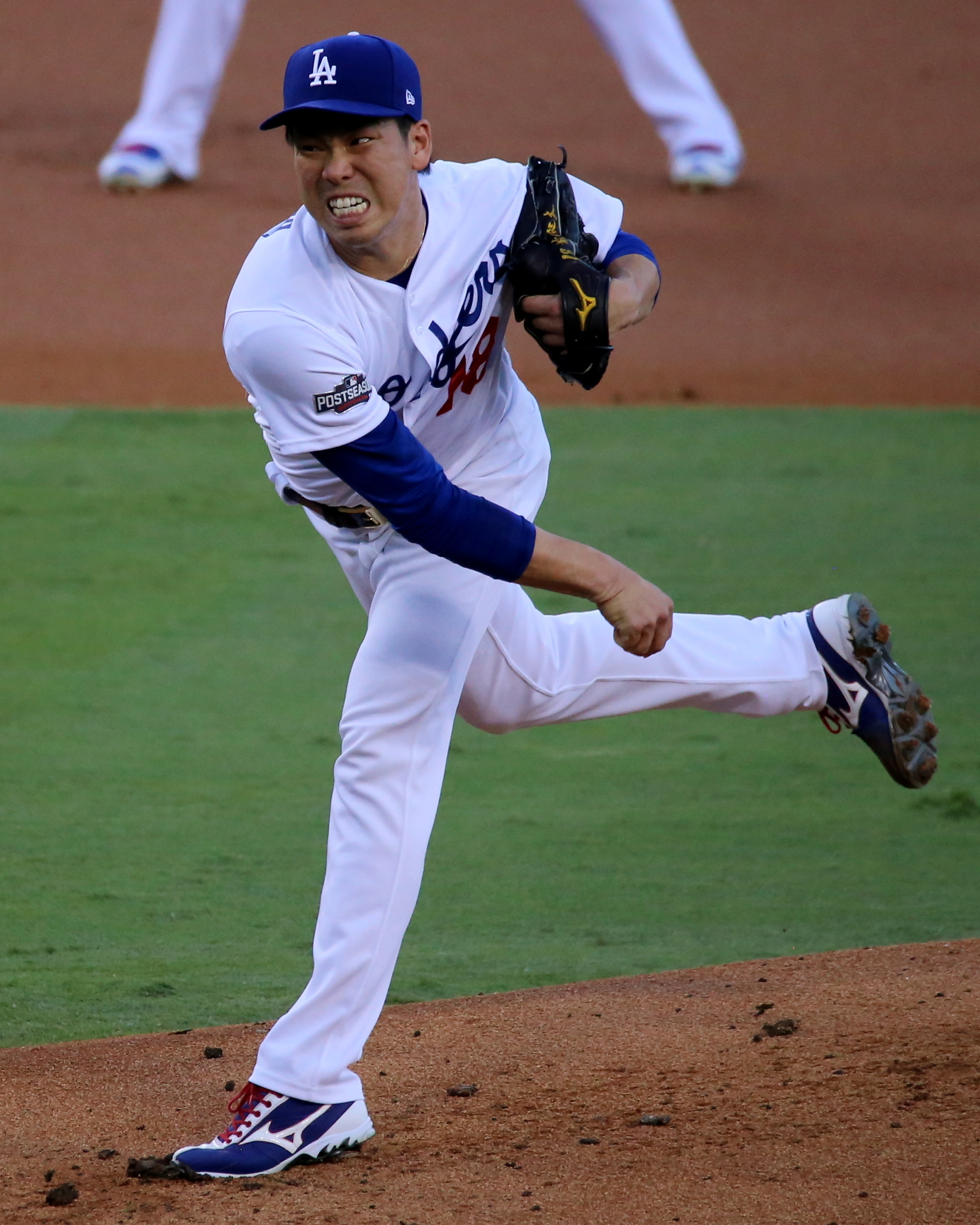
2016년 촬영

1월 7일에 로스앤젤레스 다저스는 마에다와 입단 계약을 맺었다고 공식 발표됐다. 등번호는 히로시마 시절과 마찬가지로 18번이 됐다. 8년 계약으로 기본급이 낮은 반면 거액의 성과급 지급이 포함돼 있고 또한 장기 계약이면서도 계약 도중의 옵트아웃 조항(특정 연도에 선수측이 계약 파기를 선택해서 FA가 될 수 있는 권리)이 없다는 점도 화제가 됐다. 각 년도의 기본급 및 성과급 지급 내역은 다음과 같다.
- 기본급 : 300만 달러(계약 보너스 100만 달러를 추가, 8년 총액 2,500만 달러)
- 성과급 지급 : 모두 달성하면 1,015만 달러
  - 시즌 개막 로스터에 진입하면+15만 달러
  - 15/20경기에 선발로 나서면 각각+100만 달러, 25/30/32경기에 선발로 나서면 각각+150만 달러(최고 650만 달러)
  - 90/100/110/120/130/140/150/160/170/180/190투구 이닝에 도달하면 각각+25만 달러, 200투구 이닝에 도달하면+75만 달러(최고 350만 달러)
- 그 외 : 트레이드 성립할 때마다 100만 달러

개막전부터 3경기째인 4월 6일, 적지인 펫코 파크에서 열린 샌디에이고 파드리스전에서 메이저 리그 첫 등판·첫 선발 등판을 이뤄 6이닝 동안 5피안타 4탈삼진에 무실점으로 막아내며 메이저 리그에서의 첫 승리 투수가 됐다. 그리고 4회에 두 번째 타석에서는 좌익 스탠드를 향해 메이저 리그에서의 첫 안타가 되는 솔로 홈런을 때려냈다. 메이저 리그 데뷔전부터 2경기를 무실점으로 막았지만 3경기째인 4월 17일 샌프란시스코 자이언츠전에서의 3회말에 조 패닉으로부터 솔로 홈런을 맞고 데뷔전부터의 연속 무실점 기록은 14.2이닝으로 중단됐다. 5월 11일 뉴욕 메츠전에서 상대 투수이자 타석에 들어선 노아 신더가드에게서 2타석 연속 홈런을 얻어맞았다. 한 경기에서 상대 투수가 홈런 2개를 맞은 것은 구단 역사상 77년 만이자 그것도 동일 투수가 홈런 2개를 맞은 것은 구단 역사상 최초이다. 7월 6일 볼티모어 오리올스전에서는 동점을 맞이한 8회 1아웃 상황에서 볼넷으로 출루한 A. J. 엘리스를 대신해서 NPB/MLB를 통해 자신의 첫 대주자로서 출전하여 체이스 어틀리의 2루타 사이에 1루에서 3루까지 출루했지만 그 후에는 팀 타선이 무너지며 홈을 밟지 못한 채 득점은 기록하지 못했다. 올스타전을 앞둔 마지막 등판인 7월 10일, 샌디에이고 파드리스전에서 7이닝 1실점, 메이저 리그 개인 최다인 13탈삼진을 기록했다. 이렇게 해서 전반기를 18경기에 등판하여 103과 2/3이닝, 8승 6패, 평균 자책점 2.95의 성적을 남겼다. 7월 21일 워싱턴 내셔널스전에서 9회에 자신의 첫 대타로 기용됐지만 헛스윙 삼진을 당했다. 일본인 투수가 메이저 리그에서의 대타로 기용되는 것은 2009년의 가와카미 겐신 이래 두 번째이다. 7월 31일 애리조나 다이아몬드백스전에서는 7회에 자신의 두 번째인 대주자로서 출전해 코리 시거의 홈런으로 홈을 밟는 등 자신의 첫 번째 득점을 기록했다. 8월 4일 콜로라도 로키스전(쿠어스 필드)에서 일본인 투수로서는 7번째로 메이저 리그 1년 차에서의 두 자릿수 승리를 달성했다. 최종적으로 리그 5위가 되는 16승을 기록했다. 일본인 투수의 신인 시즌으로서는 다르빗슈 유와 나란히 역대 1위를 기록했고 베이스볼 아메리카가 선정하는 미국 메이저 리그에서의 최고 신인 선수를 뽑는 ‘올 루키 팀’에 선정됐다.
다저스는 4년 연속 내셔널 리그 서부 지구 우승을 차지했고 워싱턴 내셔널스와의 디비전 시리즈 3차전에 선발로 나섰지만 3이닝 4실점으로 패전 투수가 됐다. 팀은 리그 챔피언십 시리즈에 진출해 시카고 컵스와의 리그 챔피언십 시리즈에서 1차전과 5차전에 각각 선발 등판했지만 1차전에서는 4이닝 3실점, 5차전에서는 3과 2/3이닝에 1실점으로 모두 5이닝을 채우지 못하고 강판돼 자신에게는 승패로 연결되지 못했다. 결과적으로 포스트 시즌에서는 3경기를 합해서 10과 2/3이닝에 0승 1패, 평균 자책점 6.75의 성적을 남겨 선발로서의 제 역할을 하지 못했고 팀도 2승 4패의 성적으로 리그 챔피언십 시리즈에서 탈락했다. 시즌 종료 후 올해의 신인상 투표에서는 팀 동료인 코리 시거, 워싱턴 내셔널스의 트레이 터너에 이은 3위로 랭크됐다.

#### 2017년
5월 10일 피츠버그 파이리츠전에서 시즌 3승째를 올린 이튿날인 11일에 왼쪽 넓적다리 뒤 근육통을 호소해 10일간의 부상자 명단에 올랐다가 5월 25일에 복귀했다. 개막 이후부터 경기 초반에서의 실점과 조기 강판을 반복하는 등 10경기에 선발 등판하여 투구 이닝이 52와 1/3이닝밖에 던지지 못할 정도의 부진에 시달렸고 6월 9일 신시내티 레즈전에서 6회부터 메이저 리그에서의 첫 구원 등판했다. 히로시마 시절인 2008년 5월 16일 요미우리전(도쿄 돔) 이후의 구원 등판으로, 4이닝 6탈삼진 1실점을 기록하며 프로 첫 세이브를 기록했다. 이 경기를 포함해서 두 차례 중간 계투로서의 등판을 경험했지만 다저스 선발진의 부상이 잇따르자 선발로 복귀했다. 8월 10일 애틀랜타 브레이브스전에서 7이닝 동안 2피안타 1볼넷 6탈삼진의 무실점 호투를 펼쳐 시즌 10승째를 올렸다. 일본인 투수의 메이저 리그에서 2년 연속 두 자릿수 승리는 역대 9번째이자 메이저 리그 이적 1년차부터 2년 연속 두 자릿수 승리는 역대 5번째이다. 6회말에는 프레디 프리먼으로부터 헛스윙 삼진을 잡아내면서 미일 통산 1500탈삼진을 달성했다. 9월에 들어서자 포스트 시즌에서 중간 계투로 돌릴 수도 있다고 감독인 데이브 로버츠에 의해서 밝혔고 9월 25일 등판부터는 중간 계투로 재전향했다. 시즌을 통해서 29경기에 등판하여 이 가운데 25경기에 선발 등판해 2년 연속 두 자릿수 승수에 해당되는 13승을 올렸지만 이닝 수는 작년 시즌보다 40이닝 이상 줄어든 134와 1/3이닝에 그쳐 규정 투구 이닝에는 도달하지 못했다. 또한 평균 자책점도 작년 시즌보다 좋지 못해서 4.22를 기록했다.
10월 7일 플레이오프 서부 지구 2차전인 애리조나 다이아몬드백스전에서는 팀의 세 번째 투수로서 플레이오프 첫 구원 등판했다. 이 경기에선 5회 1사부터 6회 1사까지 상대 타자 3명을 9개의 공으로 잡아내며 무안타 무실점 2탈삼진의 호투로 승리 투수가 됐다. 10월 9일에 열린 3차전에서도 2점 앞선 8회에 다르빗슈 유 다음으로 팀의 4번째 투수이자 셋업맨으로서 마운드에 오른 뒤 1이닝을 12개의 공을 던져 탈삼진 2개와 삼자범퇴로 막아냈다. 이 경기에서 승리한 다저스는 리그 챔피언십 시리즈에 진출했다. 작년에 이어 시카고 컵스와 맞붙었던 리그 챔피언십 시리즈에서는 1차전에서 2대 2 동점이던 6회 1사부터 팀의 3번째 투수로 등판하자 7회 1사까지 타자 3명을 상대로 5개의 공을 던져 무실점으로 호투했다. 또한 팀은 6회에 크리스 테일러의 솔로 홈런에 힘입어 역전에 성공, 마에다 자신도 승리 투수가 됐다. 4차전에서는 2점 뒤진 7회부터 팀의 네 번째 투수로 등판해 1이닝을 10개의 공을 던져 삼자범퇴로 막아냈다. 팀이 3승 1패와 리그 우승, 월드 시리즈 진출을 눈앞에 둔 7회에는 클레이턴 커쇼에 이어 두 번째 투수로서 등판, 1이닝을 10개의 공으로 삼자범퇴로 막아내 다저스는 11대 1로 승리해 1988년 이후 29년 만의 리그 우승을 달성하여 월드 시리즈 진출을 확정지었다.
휴스턴 애스트로스와의 월드 시리즈에서도 중간 계투로서 4경기에 등판했다. 5차전에서는 3점 앞선 5회 2사 1·2루 상황에서 등판했지만 호세 알투베에게 동점 3점 홈런을 허용했는데 그 외의 3경기는 모두 무실점으로 막아냈고 6차전에서는 1점 앞선 7회에 무사 1루 상황에서 등판, 1이닝을 1피안타 무실점으로 막아내며 1홀드를 기록했다. 마에다 자신은 포스트 시즌에서 총 9경기에 등판해 10과 2/3이닝을 던져 5피안타 10탈삼진 2볼넷 1실점의 활약을 보였고 월드 시리즈 2차전에서 첫 안타를 맞기 전까지 타자 18명을 상대로 한 명의 주자도 허용하지 않았고 5차전에서 실점할 때까지 7경기 연속 무실점 행진을 이어갔다. 구원 투수로 분투했지만 팀은 3승 4패의 성적으로 월드 시리즈 우승을 놓쳤다.

#### 2018년

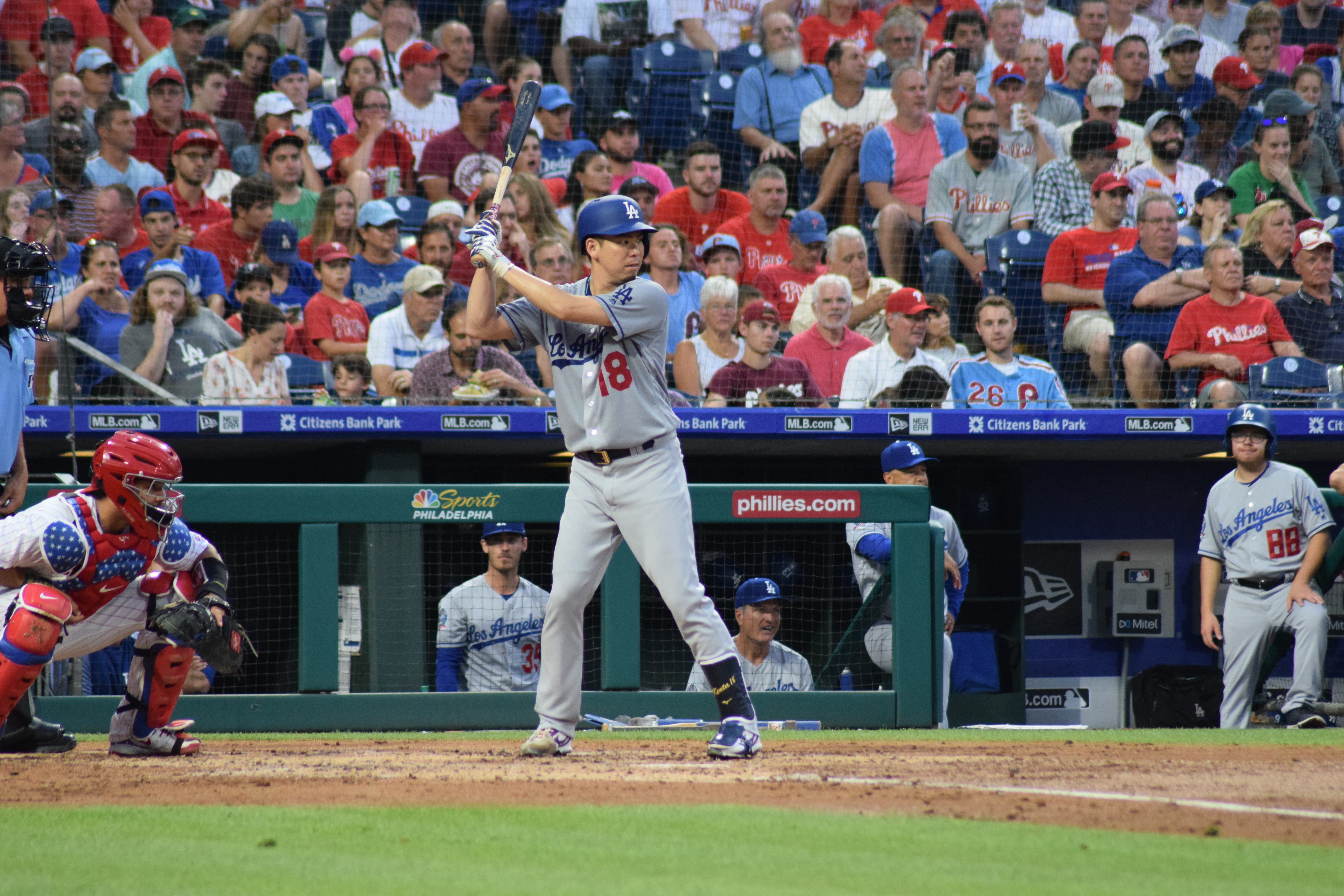
타석에서의 마에다(2018년 7월 24일)

정규 시즌에서는 20경기에 선발, 19경기에 구원으로 등판해 8승 10패, 평균 자책점 3.81을 기록했다. 다저스는 2년 연속으로 월드 시리즈에 진출하여 1916년 이후 102년 만에 월드 시리즈에서 보스턴 레드삭스와 맞대결을 펼쳤다. 2차전에서는 7회에 팀의 4번째 투수로서 등판, 2/3이닝 무실점으로 호투하는 등 일본인 투수로서는 최초로 2년 연속 월드 시리즈에서의 등판을 이뤘다. 3차전에서는 연장 15회에 등판하여 2이닝 동안 1피안타 무실점 1볼넷 5탈삼진의 호투를 보였다. 이 3차전은 월드 시리즈 최장 기록인 연장 18회 경기 시간이 7시간 20분에 이르렀지만 다저스가 끝내기 승리를 거두며 1승 2패를 기록했다. 5차전에선 자신의 출전 기회가 없어 보스턴에게 1대 5로 패하여 1승 4패라는 성적을 기록, 2년 연속 월드 시리즈에서 탈락하는 수모를 겪었다. 그 해 가을에 개최된 2018년 미일 야구에서는 11월 13일에 열린 4차전에서 히로시마 시절의 연고지인 마쓰다 스타디움에 MLB 올스타팀 선발로 등판, 2이닝을 1피안타 2삼진 무실점의 호투를 보였다(경기 결과는 MLB 선발이 일본에게 3대 5로 패함).

### 미네소타 트윈스 시절

#### 2020년
2월 4일에 다저스와 보스턴 레드삭스, 로스앤젤레스 에인절스, 미네소타 트윈스 등 4개 구단에 의한 트레이드로 마에다는 미네소타로 이적할 것으로 보였지만 미네소타에서 보스턴으로 이적할 예정이었던 브루스더 그라테롤의 메디컬 테스트에서 문제가 발견되면서 트레이드는 일단 보류됐다. 2월 8일, 위에서 말한 트레이드에서 미네소타가 손을 떼겠다는 입장을 밝히면서 마에다의 미네소타 이적은 한때 무산됐다.
2월 10일, 4개 구단에 의한 트레이드가 아닌 각각의 협상을 거듭한 결과 ‘1구단 대 1구단’ 방식의 이적으로 재차 미네소타에 이적하는 것으로 공식 발표했다. 미네소타의 일본인 선수는 니시오카 쓰요시 이래 두 번째이며 등번호는 다저스 시절과 마찬가지로 18번이 됐다. 이 트레이드로 다저스는 두 명의 선수(그라테롤과 루크 레일리)와 드래프트 67위의 지명권을 획득했다.
8월 18일 밀워키 브루어스전에 선발 등판하여 3회 1사부터 5회까지 구단 신기록에 해당되는 8타자 연속 탈삼진을 기록했다. 이 경기에서는 9회에 선두 타자에게 중전 안타를 허용할 때까지 노히트 피칭을 선보이고 있었지만 이후 교체된 테일러 로저스가 제구력 난조로 인해 안타를 허용하여 동점을 만들었기 때문에 승리 투수가 되지 못했다. 9월 23일 디트로이트 타이거스전에서 승리 투수가 되어 미일 통산 150승을 달성했다. 이 해에는 11경기에 등판하여 6승 1패, 평균 자책점 2.70에 WHIP에서는 메이저 리그 전체 1위가 되는 0.75라는 좋은 성적을 남겼다. 팀은 아메리칸 리그 중부 지구에서 우승을 차지하며 포스트 시즌에 진출했다.
포스트 시즌에서는 휴스턴 애스트로스와의 와일드카드 시리즈 1차전에 선발 등판, 5이닝 무실점의 호투를 펼쳤으나 후속 투수가 안타를 맞으면서 팀은 패했다. 다음 날의 경기에서도 팀은 패해 와일드카드 시리즈 탈락이 결정됐다.
오프에는 그 해에 베스트 멤버를 가리는 ‘올 MLB 팀’ 세컨드팀 선발 투수 부문 5명에 선정됐다. 퍼스트팀에 선출된 다르빗슈 유와 함께 일본인 선수 최초로 선출됐다.

## 플레이 스타일
와인드업의 스리쿼터로부터 평균 구속 91.2mph(약 146.8km/h), 최고 구속 96mph(약 154km/h)의 속구(포심, 투심), 82-83mph의 여러 종류가 있는 슬라이더, 74-75mph의 낙차가 있는 커브, 83-84mph의 체인지업을 섞어 던진다. 프로에 입문한 초창기의 슬라이더는 직구와 구속 차이가 있어서 변화도 컸지만 1년째의 오프 시즌엔 사사오카 신지로부터 공 잡는 법을 전수받고 작은 변화로 130km/h 전후를 기록하게돼 변화의 대소나 완급, 종횡의 궤도를 구별해서 사용할 수 있게 됐다고 한다. 일본 프로 야구에서 통산 볼넷 허용률이 1.90을 기록할 정도의 뛰어난 제구력도 주무기로 삼고 있다.
로스앤젤레스 다저스에서는 팀내 상황에 따라 주로 포스트 시즌에서 구원으로 기용됐다. 구원에서는 선발 등판할 때에 비해 패스트볼의 평균 구속은 약 3mph(5km/h) 올랐고 변화구의 구위도 뚜렷한 결과물을 남겼다는 칭찬을 받았으나 본인은 복잡한 생각을 가졌다고 토로한 바있다. 또한 투구 외에도 평가가 있어서 대타나 대주자로도 기용된 적이 있다.
고교 시절부터 에이스로서 두각을 나타냈는데 고등학교 선배에 해당되는 구와타 마스미와 닮았다는 이유로 ‘구와타 2세’(桑田二世)라고 불린다.
2016년에 주자가 없을 시의 피wOBA가 0.251이었던 것에 대해 주자가 있을 때의 피wOBA는 0.338이며, 주자가 있는 상황에서 비교적 얻어맞는 일이 많았다.

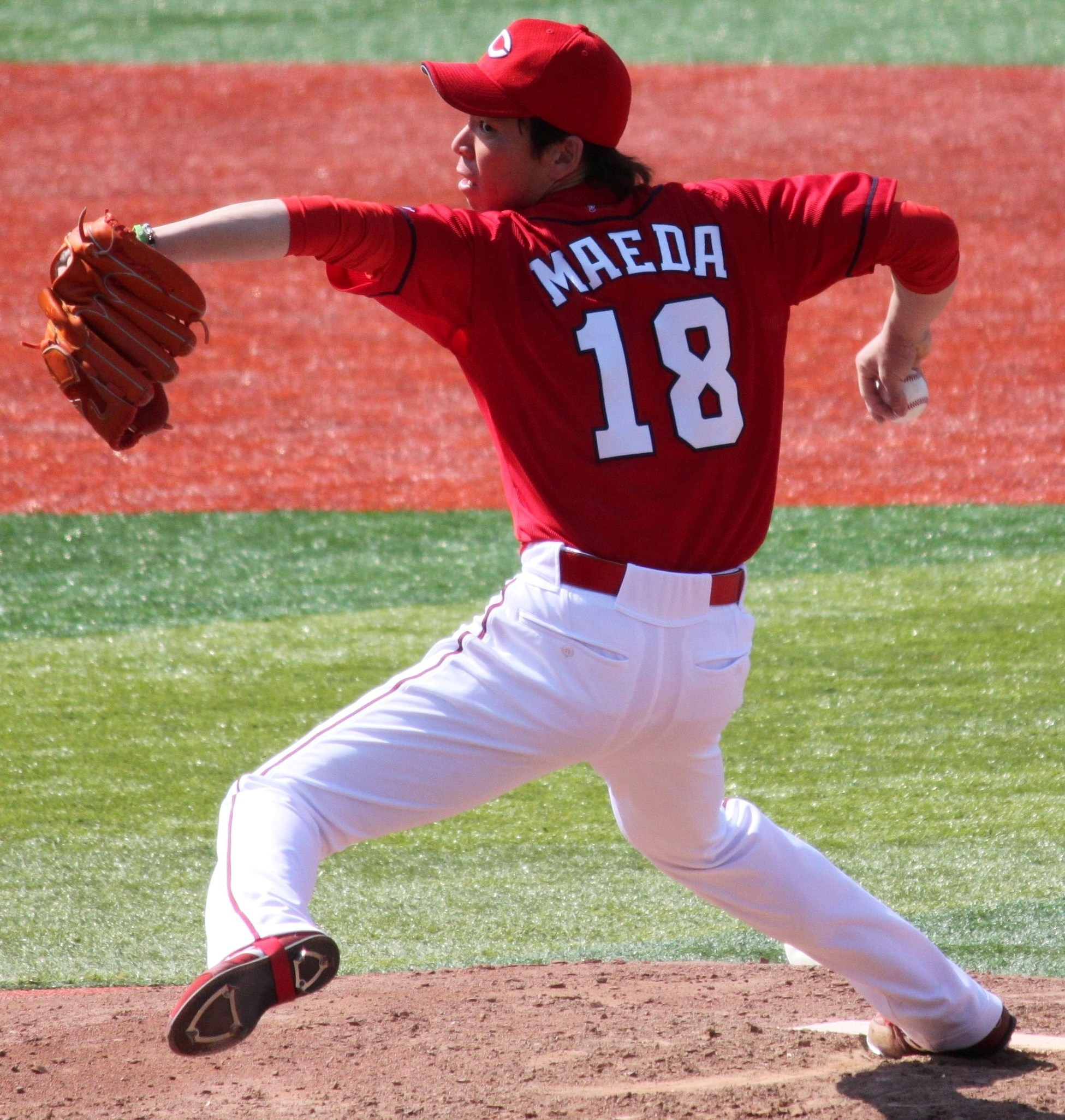
히로시마 시절의 투구폼(2011년 4월 19일, 요코하마 스타디움에서)

2010년에 비약적인 모습을 이루고 나서는 야마다 히사시나 요다 쓰요시로부터 “지금 센트럴 리그에서 에이스라고 부를 수 있는 선수는 마에다밖에 없다”라고 평가했다. 또한 타구 처리 기술에도 뛰어나 히로시마 시절에는 골든 글러브상을 5차례나 수상했고 특히 번트 처리에는 정평이 나있다. 타격에서는 히로시마 시절에 홈런을 2개, 다저스에서는 1개를 때려낸 적이 있다.
연습 투구는 그다지 좋아하진 않는 편인데 이에 대해서 마에다는 다음과 같은 견해를 밝혔다.

연습 투구를 하고싶다는 사람도 있고, 각각의 의견도 있다고 생각하지만 내 경우는 던지지 않는 편이 시즌을 편하게 들어갈 수 있다. 특히 연습 투구를 하지 않아도 어깨의 체력에는 자신이 있고 오프 시즌에서 1, 2개월 쉬는 정도로 폼을 잊어버린다든가, 몇 백개의 공을 던지지 않으면 떠올릴 수 없는 듯한 어설픈 투구 폼을 하지 않는다. 조정하는 편이 중요하다고 생각하니까 던질 필요는 없다고 생각한다.— 마에다 겐타

### 마에켄 체조
경기 중간이나 워밍업에서 하고 있는 일명 ‘마에켄 체조’(マエケン体操)(또는 ‘마에켄 댄스’라고도 불린다)는 PL가쿠엔 고등학교에 한카이 병원에서 트레이닝을 담당하고 있던 아라키 가즈키(전 지바 롯데 마린스 이학요법사)로부터 배운 것으로, 견갑골을 풀어 공을 던지기 위한 신호를 보내기 위해 하는 준비 운동이라고 한다. 마에다는 지금도 아라키와 친분이 있어 오프가 끝나는 정월에는 아라키와 같이 짜서 메뉴를 준비해 한카이 병원에서 1년의 트레이닝을 시작하기도 한다. 이 체조는 데즈카 가즈시가 1995년에 고안한 ‘서클 스크래치’라는 체조와 아주 비슷하다. ‘서클 스크래치’는 《스포츠 트레이닝이 바뀌는 책》(1996년 다카라지마샤 발행)에서 발표됐다.

## 에피소드
- 별명은 ‘마에켄’(マエケン)[88]이다. 매우 오기가 있는 성격으로, 히로시마의 트레이너에게서는 “마에켄보다 ‘마케헨’쪽이 맞다”라고 평가받았다.[89] 또한 뉴욕 양키스의 다나카 마사히로가 도호쿠 라쿠텐 골든이글스에서 소속했을 때에 먼저 1군에서 활약하고 있었던 것을 분하게 생각하고 있었지만 한편으론 자극이 됐다고 한다.[3] 히로시마 시절에는 같은 성의 주력 선수인 마에다 도모노리가 소속돼 있어 겐타를 ‘마에다’라고 부르는 경우는 적었다. 또한 전광판에서의 표기는 일관되게 ‘마에켄’(前田健)이라고 표기돼 있었다(도모노리는 ‘마에다’로 표기).
- 중학교 시절에는 지각이나 수업 도중에 조는 일이 많았고 고등학교에서는 교사에게 존댓말을 쓰지 않았다는 이유로 꾸중들은 적도 있었다고 하지만 프로에 입단하면서 인간적으로 성장했다. 2009년 8월 6일, 그때까지 히로시마에 원폭이 투하된 날이 있는지조차 몰랐지만 그 날 처음으로 원폭 돔에 찾아가서 묵념했다는 것을 자신의 블로그를 통해 밝히기도 했다. 프로 야구 선수로서 좋은 영향을 줄 수 있다면 기쁘다고 말했다.[3]
- 상대하기 어려운 타자로 사카모토 하야토를 꼽았는데 1988년 동갑내기이자 간사이 지방 출신이라는 공통점이 있어서 개인적으로는 친분이 있는 편이다.
- 2012년 1월 1일에 도카이 TV 출신의 프리 아나운서 나루시마 사호와 교제를 시작했고 같은 해 12월 9일에 결혼 피로연을 가졌다. 이듬해 2013년 9월에 딸이 탄생했다.
- 존경하는 선수는 텍사스 레인저스의 다르빗슈 유라고 공언했다. 2011년 시즌이 본인 또는 주변의 기대에 반하는 좋지 않은 성적으로 끝낸 것에 대해 양쪽 다리의 부상을 안고 그것을 팀 동료 외엔 주변에 숨기면서 등판했지만 그 사실을 오로지 한 명이던 다르빗슈에게서 들켰던(‘부상입었지?’라는 이야기를 들었음) 일로 존경을 표하게 됐다.[90] 싫어했던 웨이트 트레이닝도 다르빗슈의 영향으로 2012년 스프링 캠프에서부터 적극적으로 임하게 됐다고 한다. 2010년 5월에 있은 센트럴·퍼시픽 교류전인 홋카이도 닛폰햄 파이터스전에서 맞붙었을 때 다르빗슈는 마에다의 타석에 들어섰을 때 거의 변화구를 던져 그 궤도를 체감시키는 배려를 보였다.
- 2013년, 예능 프로그램 호코다테(후지 TV)의 대결 기획 ‘프로 야구계 최강 탈삼진왕 VS 세계 최강의 소년 야구팀’에 ‘프로 야구계 최강 탈삼진왕’으로서 출연하여 ‘세계 최강의 소년 야구팀’인 도쿄키타스나 리그와 맞대결을 펼쳤다. 40개의 공을 던져 타자 7명을 상대로 삼진을 빼앗으면 승리한다는 조건을 내건 대결이었지만 탈삼진 6개를 잡아내며 패했다. 마에다가 삼진을 빼앗지 못한 선수 중에 현재 닛폰햄에서 활약하고 있는 기요미야 고타로이다.[91][92][93]

## 상세 정보

### 출신 학교
- PL가쿠엔 고등학교

### 선수 경력
NPB
- 히로시마 도요 카프(2007년 ~ 2015년)

MLB
- 로스앤젤레스 다저스(2016년 ~ 2019년)
- 미네소타 트윈스(2020년 ~ 2023년)
- 디트로이트 타이거스(2024년 ~ )

국가 대표 경력
- 2013년 월드 베이스볼 클래식 일본 국가대표
- 2015년 WBSC 프리미어 12 일본 국가대표

### 수상·타이틀 경력

#### 타이틀
NPB
- 다승왕 : 2회(2010년, 2015년)
- 최우수 평균 자책점 : 3회(2010년, 2012년, 2013년)
- 최다 탈삼진 : 2회(2010년, 2011년)

#### 수상
NPB
- 최우수 투수 : 1회(2010년)
- 사와무라 에이지상 : 2회(2010년, 2015년)
- 베스트 나인 : 3회(2010년, 2013년, 2015년) ※투수 부문
- 골든 글러브상 : 5회(2010년, 2012년 ~ 2015년) ※투수 부문
- 최우수 배터리상 : 2회(2010년, 2013년)[94]
- 월간 MVP : 2회(2010년 5월, 2012년 6월) ※투수 부문
- JA 전농 Go·Go상 : 1회(최다 탈삼진상 : 2011년 6월)
- ‘조지아혼’상 선정위원 특별상 : 1회(2012년)
- ‘조지아혼’상 : 2회(2012년도 제1회, 2013년도 제12회)
- 올스타전 MVP : 1회(2012년 2차전)
- 올스타전 감투 선수상: 1회(2014년 1차전)
- 올스타전 베스트 피처상 : 1회(2010년 1차전)

MLB
- Topps All-Star Rookie teams(2016년)[주 2] ※우완 투수 부문
- 올 MLB 팀·세컨드팀 선출 : 1회(2020년) ※선발 투수 부문

국가 대표
- 월드 베이스볼 클래식 올 WBC 팀(2013년) ※투수 부문

기타
- 슈퍼 베이스볼상(2010년)[95]
- 호치 프로 스포츠 대상 : 1회(2010년)
- 꿈, 희망, 감동, 다다오카 대상(2011년)
- 하야타마상(2014년)[96]

### 개인 기록

#### NPB

##### 첫 기록(투수)
- 첫 등판·첫 선발 등판 : 2008년 4월 5일, 대 요코하마 베이스타스 2차전(히로시마 시민 구장), 5이닝 3실점
- 첫 탈삼진 : 상동, 4회초에 요시무라 유키로부터 루킹 삼진
- 첫 승리·첫 선발 승리 : 2008년 6월 18일, 대 홋카이도 닛폰햄 파이터스 4차전(히로시마 시민 구장), 8이닝 2피안타 무실점
- 첫 완투 승리·첫 완봉 승리 : 2008년 9월 20일, 대 주니치 드래곤스 23차전(히로시마 시민 구장)

##### 첫 기록(타격)
- 첫 타점 : 2008년 7월 5일, 대 도쿄 야쿠르트 스왈로스 7차전(히로시마 시민 구장), 3회말에 다테야마 쇼헤이로부터 우익수 희생플라이
- 첫 안타 : 2008년 7월 11일, 대 한신 타이거스 9차전(한신 고시엔 구장), 7회초에 와타나베 료로부터 좌전 안타
- 첫 홈런 : 2008년 9월 28일, 대 도쿄 야쿠르트 스왈로스 21차전(히로시마 시민 구장), 4회말에 가와시마 료로부터 좌월 솔로 홈런

##### 기록 달성 경력
- 통산 1000투구 이닝 : 2013년 6월 15일, 대 홋카이도 닛폰햄 파이터스 2차전(삿포로 돔), 2회말에 미첼 어브레이유를 헛스윙 삼진으로 잡아 달성 ※역대 334번째
- 통산 1000탈삼진 : 2014년 8월 15일, 대 요미우리 자이언츠 15차전(MAZDA Zoom-Zoom 스타디움 히로시마), 2회초에 고바야시 세이지로부터 헛스윙 삼진 ※역대 139번째
- 통산 1500투구 이닝 : 2015년 10월 2일, 대 주니치 드래곤스 24차전(MAZDA Zoom-Zoom 스타디움 히로시마), 5회초에 후지이 아쓰시로부터 좌익수 뜬공으로 잡아 달성 ※역대 169번째

##### 기타
- 투수 부문 3관왕 : 1회(2010년) ※역대 18번째
- 올스타전 출장 : 5회(2010년, 2012년 ~ 2015년)
- 노히트 노런 : 2012년 4월 6일, 대 요코하마 DeNA 베이스타스 1차전(요코하마 스타디움) ※역대 74번째
- 개막전 선발 투수 : 5회(2010년 ~ 2012년, 2014년, 2015년)

#### MLB

##### 첫 기록(투수)
- 첫 등판·첫 선발 등판·첫 승리·첫 선발 승리 : 2016년 4월 6일(현지 시간), 대 샌디에이고 파드리스 3차전(펫코 파크), 6이닝 무실점
- 첫 탈삼진 : 상동, 2회말에 윌 마이어스로부터 루킹 삼진
- 첫 세이브 : 2017년 6월 9일(현지 시간), 대 신시내티 레즈 1차전(다저 스타디움), 6회초에 2번째 투수로서 구원 등판·마무리, 4이닝 3피안타 1실점 6탈삼진[97]

##### 첫 기록(타격)
- 첫 타석 : 2016년 4월 6일(현지 시간), 대 샌디에이고 파드리스 3차전(펫코 파크), 2회초에 앤드류 캐시너로부터 헛스윙 삼진
- 첫 안타·첫 홈런·첫 타점 : 상동, 4회초에 앤드류 캐시너로부터 좌월 솔로

##### 그 외의 기록
- 연속 탈삼진수 : 8개(2020년 8월 18일 〈현지 시간〉, 대 밀워키 브루어스 4차전, 타깃 필드) ※일본인 투수 최다 타이 기록[주 3], 미네소타 트윈스 구단 기록

#### 미일 통산 기록
- 통산 100승 : 2016년 4월 23일(현지 시간), 대 콜로라도 로키스 2차전(쿠어스 필드), 6과 1/3이닝 무실점
- 통산 1500탈삼진 : 2017년 8월 1일(현지 시간), 대 애틀랜타 브레이브스 5차전(선트러스트 파크), 6회말에 프레디 프리먼으로부터 헛스윙 삼진
- 통산 150승: 2020년 9월 26일(현지 시간), 대 디트로이트 타이거스 전(타깃 필드), 6이닝 3실점[98]

### 등번호
- 34(2007년)
- 18(2008년 ~ )
  - 20(2013년 WBC)[주 4]

### 연도별 투수 성적
| 연 도     | 소 속     | 등 판 | 선 발 | 완 투 | 완 봉 | 무 4 구 | 승 리 | 패 전 | 세 이 브 | 홀 드 | 승 률 | 타 자 | 이 닝  | 피 안 타 | 피 홈 런 | 볼 넷 | 고 4 | 몸 맞 | 탈 삼 진 | 폭 투 | 보 크 | 실 점 | 자 책 점 | 평 자 책 | W H I P |
| --------- | --------- | ----- | ----- | ----- | ----- | ------- | ----- | ----- | -------- | ----- | ----- | ----- | ------ | -------- | -------- | ----- | ---- | ----- | -------- | ----- | ----- | ----- | -------- | -------- | ------- |
| 2008년    | 히로시마  | 19    | 18    | 1     | 1     | 1       | 9     | 2     | 0        | 0     | .818  | 462   | 109.2  | 103      | 10       | 35    | 1    | 3     | 55       | 0     | 1     | 43    | 39       | 3.20     | 1.26    |
| 2009년    | 히로시마  | 29    | 29    | 3     | 1     | 1       | 8     | 14    | 0        | 0     | .364  | 795   | 193.0  | 194      | 22       | 29    | 1    | 3     | 147      | 2     | 0     | 82    | 72       | 3.36     | 1.16    |
| 2010년    | 히로시마  | 28    | 28    | 6     | 2     | 1       | 15    | 8     | 0        | 0     | .652  | 848   | 215.2  | 166      | 15       | 46    | 3    | 7     | 174      | 2     | 0     | 55    | 53       | 2.21     | 0.98    |
| 2011년    | 히로시마  | 31    | 31    | 4     | 2     | 0       | 10    | 12    | 0        | 0     | .455  | 864   | 216.0  | 178      | 14       | 43    | 0    | 6     | 192      | 4     | 0     | 61    | 59       | 2.46     | 1.02    |
| 2012년    | 히로시마  | 29    | 29    | 5     | 2     | 0       | 14    | 7     | 0        | 0     | .667  | 820   | 206.1  | 161      | 6        | 44    | 1    | 9     | 171      | 2     | 0     | 46    | 35       | 1.53     | 0.99    |
| 2013년    | 히로시마  | 26    | 26    | 3     | 1     | 1       | 15    | 7     | 0        | 0     | .682  | 690   | 175.2  | 129      | 13       | 40    | 1    | 2     | 158      | 1     | 0     | 46    | 41       | 2.10     | 0.96    |
| 2014년    | 히로시마  | 27    | 27    | 1     | 1     | 0       | 11    | 9     | 0        | 0     | .550  | 746   | 187.0  | 164      | 12       | 41    | 1    | 2     | 161      | 4     | 1     | 61    | 54       | 2.60     | 1.10    |
| 2015년    | 히로시마  | 29    | 29    | 5     | 0     | 0       | 15    | 8     | 0        | 0     | .652  | 821   | 206.1  | 168      | 5        | 41    | 0    | 6     | 175      | 3     | 0     | 49    | 48       | 2.09     | 1.01    |
| 2016년    | LAD       | 32    | 32    | 0     | 0     | 0       | 16    | 11    | 0        | 0     | .593  | 716   | 175.2  | 150      | 20       | 50    | 6    | 8     | 179      | 6     | 0     | 72    | 68       | 3.48     | 1.14    |
| 2017년    | LAD       | 29    | 25    | 0     | 0     | 0       | 13    | 6     | 1        | 0     | .684  | 557   | 134.1  | 121      | 22       | 34    | 1    | 5     | 140      | 4     | 0     | 68    | 63       | 4.22     | 1.15    |
| 2018년    | LAD       | 39    | 20    | 0     | 0     | 0       | 8     | 10    | 2        | 5     | .444  | 532   | 125.1  | 115      | 13       | 43    | 4    | 5     | 153      | 2     | 2     | 58    | 53       | 3.81     | 1.26    |
| 2019년    | LAD       | 37    | 26    | 0     | 0     | 0       | 10    | 8     | 3        | 4     | .556  | 624   | 153.2  | 114      | 22       | 51    | 1    | 4     | 169      | 3     | 0     | 70    | 69       | 4.04     | 1.07    |
| 2020년    | MIN       | 11    | 11    | 0     | 0     | 0       | 6     | 1     | 0        | 0     | .857  | 248   | 66.2   | 40       | 9        | 10    | 0    | 0     | 80       | 0     | 0     | 20    | 20       | 2.70     | 0.75    |
| 2021년    | MIN       | 21    | 21    | 0     | 0     | 0       | 6     | 5     | 0        | 0     | .545  | 453   | 106.1  | 106      | 16       | 32    | 1    | 7     | 113      | 3     | 0     | 60    | 55       | 4.66     | 1.30    |
| 2023년    | MIN       | 21    | 20    | 0     | 0     | 0       | 6     | 8     | 0        | 0     | .429  | 428   | 104.1  | 94       | 17       | 28    | 0    | 3     | 117      | 2     | 0     | 50    | 49       | 4.23     | 1.17    |
| NPB : 8년 | NPB : 8년 | 218   | 217   | 28    | 10    | 4       | 97    | 67    | 0        | 0     | .591  | 6046  | 1509.2 | 1263     | 97       | 319   | 8    | 38    | 1233     | 18    | 2     | 443   | 401      | 2.39     | 1.05    |
| MLB : 7년 | MLB : 7년 | 190   | 155   | 0     | 0     | 0       | 65    | 49    | 6        | 9     | .570  | 3558  | 866.1  | 740      | 119      | 248   | 13   | 32    | 951      | 20    | 2     | 398   | 377      | 3.92     | 1.14    |

- 2023년 시즌 종료 기준
- 굵은 글씨는 시즌 최고 성적.

### WBC에서의 투수 성적
| 연 도 | 대 표 | 등 판 | 선 발 | 승 리 | 패 전 | 세 이 브 | 타 자 | 이 닝 | 피 안 타 | 피 홈 런 | 볼 넷 | 고 4 | 몸 맞 | 탈 삼 진 | 폭 투 | 보 크 | 실 점 | 자 책 점 | 평 자 책 |
| ----- | ----- | ----- | ----- | ----- | ----- | -------- | ----- | ----- | -------- | -------- | ----- | ---- | ----- | -------- | ----- | ----- | ----- | -------- | -------- |
| 2013  | 일본  | 3     | 3     | 2     | 1     | 0        | 51    | 15.0  | 6        | 0        | 3     | 0    | 0     | 18       | 0     | 0     | 1     | 1        | 0.60     |

### WBSC 프리미어 12에서의 투수 성적
| 연 도 | 대 표 | 등 판 | 선 발 | 승 리 | 패 전 | 세 이 브 | 타 자 | 이 닝 | 피 안 타 | 피 홈 런 | 볼 넷 | 고 4 | 몸 맞 | 탈 삼 진 | 폭 투 | 보 크 | 실 점 | 자 책 점 | 평 자 책 |
| ----- | ----- | ----- | ----- | ----- | ----- | -------- | ----- | ----- | -------- | -------- | ----- | ---- | ----- | -------- | ----- | ----- | ----- | -------- | -------- |
| 2015  | 일본  | 2     | 2     | 1     | 0     | 0        | 45    | 12.0  | 9        | 1        | 1     | 0    | 0     | 14       | 1     | 0     | 2     | 2        | 1.50     |

### 포스트 시즌에서의 투수 성적
| 연 도      | 소 속      | 시 리 즈   | 등 판 | 선 발 | 승 리 | 패 전 | 세 이 브 | 홀 드 | 승 률 | 상 대 타 자 | 투 구 이 닝 | 피 안 타 | 피 홈 런 | 볼 넷 | 고 의 사 구 | 몸 맞 | 탈 삼 진 | 폭 투 | 보 크 | 실 점 | 자 책 점 | 평 자 책 | W H I P |
| ---------- | ---------- | ---------- | ----- | ----- | ----- | ----- | -------- | ----- | ----- | ----------- | ----------- | -------- | -------- | ----- | ----------- | ----- | -------- | ----- | ----- | ----- | -------- | -------- | ------- |
| 2016년     | LAD        | NLDS       | 1     | 1     | 0     | 1     | 0        | 0     | .000  | 17          | 3.0         | 5        | 1        | 2     | 0           | 1     | 4        | 0     | 0     | 4     | 4        | 12.00    | 2.33    |
| 2016년     | LAD        | NLCS       | 2     | 2     | 0     | 0     | 0        | 0     | .---  | 36          | 7.2         | 7        | 0        | 5     | 0           | 1     | 8        | 0     | 1     | 4     | 4        | 4.70     | 1.57    |
| 2017년     | LAD        | NLDS       | 2     | 0     | 1     | 0     | 0        | 0     | 1.000 | 6           | 2.0         | 0        | 0        | 0     | 0           | 0     | 4        | 0     | 0     | 0     | 0        | 0.00     | 0.00    |
| 2017년     | LAD        | NLCS       | 3     | 0     | 1     | 0     | 0        | 0     | 1.000 | 9           | 3.0         | 0        | 0        | 0     | 0           | 0     | 3        | 0     | 0     | 0     | 0        | 0.00     | 0.00    |
| 2017년     | LAD        | WS         | 4     | 0     | 0     | 0     | 0        | 0     | .---  | 24          | 5.2         | 5        | 1        | 2     | 0           | 0     | 3        | 0     | 0     | 1     | 1        | 1.59     | 1.24    |
| 2018년     | LAD        | NLDS       | 1     | 0     | 0     | 0     | 0        | 0     | .---  | 5           | 1.0         | 0        | 0        | 0     | 0           | 0     | 1        | 0     | 0     | 0     | 0        | 0.00     | 2.00    |
| 2018년     | LAD        | NLCS       | 4     | 0     | 0     | 0     | 0        | 0     | .---  | 12          | 2.2         | 3        | 0        | 1     | 1           | 0     | 3        | 1     | 0     | 2     | 2        | 6.75     | 1.50    |
| 2018년     | LAD        | WS         | 3     | 0     | 0     | 0     | 0        | 0     | .---  | 15          | 3.0         | 4        | 0        | 2     | 1           | 0     | 6        | 0     | 0     | 1     | 1        | 3.00     | 2.00    |
| 2019년     | LAD        | NLDS       | 4     | 0     | 0     | 0     | 0        | 0     | .---  | 15          | 4.2         | 1        | 0        | 0     | 0           | 0     | 7        | 0     | 0     | 0     | 0        | 0.00     | 0.21    |
| 2020년     | MIN        | LWC        | 1     | 1     | 0     | 0     | 0        | 0     | .---  | 20          | 5.0         | 2        | 0        | 3     | 0           | 0     | 5        | 0     | 0     | 0     | 0        | 0.00     | 1.00    |
| 2023년     | MIN        | ALDS       | 2     | 0     | 0     | 0     | 0        | 0     | .---  | 20          | 4.0         | 6        | 0        | 3     | 0           | 0     | 4        | 1     | 0     | 3     | 3        | 6.75     | 2.25    |
| 출장 : 6회 | 출장 : 6회 | 출장 : 6회 | 27    | 4     | 2     | 1     | 0        | 4     | .667  | 179         | 41.2        | 35       | 2        | 18    | 2           | 2     | 48       | 3     | 0     | 15    | 15       | 3.24     | 1.27    |

- 2023년 시즌 종료 기준.

### 연도별 수비 성적
| 연도 | 소속     | 투수  | 투수  | 투수  | 투수  | 투수  | 투수     |
| 연도 | 소속     | 경 기 | 척 살 | 보 살 | 실 책 | 병 살 | 수 비 율 |
| ---- | -------- | ----- | ----- | ----- | ----- | ----- | -------- |
| 2008 | 히로시마 | 19    | 9     | 20    | 1     | 3     | .967     |
| 2009 | 히로시마 | 29    | 15    | 46    | 1     | 6     | .984     |
| 2010 | 히로시마 | 28    | 12    | 40    | 2     | 2     | .963     |
| 2011 | 히로시마 | 31    | 11    | 31    | 3     | 0     | .933     |
| 2012 | 히로시마 | 29    | 9     | 39    | 3     | 2     | .941     |
| 2013 | 히로시마 | 26    | 13    | 34    | 4     | 3     | .922     |
| 2014 | 히로시마 | 27    | 9     | 39    | 4     | 4     | .923     |
| 2015 | 히로시마 | 29    | 17    | 44    | 3     | 3     | .953     |
| 2016 | LAD      | 32    | 17    | 24    | 3     | 4     | .932     |
| 2017 | LAD      | 29    | 11    | 15    | 3     | 3     | .897     |
| 2018 | LAD      | 39    | 4     | 18    | 1     | 1     | .957     |
| 2019 | LAD      | 37    | 11    | 18    | 1     | 3     | .967     |
| 2020 | MIN      | 11    | 1     | 11    | 1     | 0     | .923     |
| 2021 | MIN      | 21    | 6     | 10    | 1     | 2     | .941     |
| 2023 | MIN      | 21    | 2     | 2     | 1     | 0     | .800     |
| NPB  | NPB      | 218   | 95    | 293   | 21    | 23    | .949     |
| MLB  | MLB      | 190   | 52    | 98    | 11    | 13    | .932     |

- 2023년 시즌 종료 기준.
- NPB 시절 연도 부분의 굵은 글씨는 골든 글러브상 수상 연도

## 관련 정보

### 저서
개인 저서
- 마에다 겐타 (2010년 11월). 《#18マエケン》 [#18마에켄]. 베이스볼 매거진사. ISBN 978-4583103068.
- 마에다 겐타 (2013년 4월). 《エースの覚悟》 [에이스의 각오]. 고분샤. ISBN 4334037429.

감수
- 《前田健太：RED-18》 [마에다 겐타: RED-18]. 별책 다카라지마 1704 문화&스포츠. 다카라지마샤. 2010년 11월. ISBN 978-4796679480.

### 관련 서적
- 하시모토 기요시 (2011년 3월). 《前田健太「感謝!」：オフィシャルBOOK》 [마에다 겐타 ‘감사!’: 오피셜 BOOK]. 도쿠마 쇼텐. ISBN 9784198631352.
- 세쓰마루 유이치 (2011년). 《最強世代1988：田中将大、斎藤佑樹、坂本勇人、前田健太…11人の告白》 [최강 세대 1988 : 다나카 마사히로, 사이토 유키, 사카모토 하야토, 마에다 겐타·········· 11인의 고백]. 고단샤. ISBN 978-4062950664.

### 주해
1. ↑  히로시마 시절의 동료이자 선배였던 구로다 히로키가 다저스에 소속될 당시에 착용했던 등번호이며 구로다가 퇴단한 이후에는 5명의 야수가 착용하고 있었다.
2. ↑  통칭은 ‘신인 베스트 나인’이며, 선출 대상이 되는 신인급 선수를 양대 리그가 통일한 가운데, 각 포지션별로 구단 감독의 투표로 선출된다(예를 들면 실버 슬러거 상과 같이 각 리그마다 선출되는 것은 아니다). 투수 부문에는 2009년까지 ‘오른손 투수’, ‘왼손 투수’ 두 개 부문이 있고 2010년 이후에는 ‘구원 투수’가 추가돼 기본 3개 부문이 있다.
3. ↑  2019년 9월 17일에 다르빗슈 유가 기록했다.
4. ↑  참고로 2015년 WBSC 프리미어 12에서는 18번을 착용했다.

### 출전
1. ↑  “Kenta Maeda Contract Details, Salaries, & Earnings” (영어). Spotrac. 2023년 12월 21일에 확인함.
2. ↑  “オランダ完封で“完全復活”宣言！前田健太に見た日本のエースの資質。”. Number Web. 2013년 3월 11일. 2021년 4월 7일에 확인함.
3. 1 2 3 4 5 6  세쓰마루 유이치 (2011년 3월 11일). 《최강 세대 1988 : 다나카 마사히로, 사이토 유키, 사카모토 하야토, 마에다 겐타·········· 11인의 고백》. 고단샤. [쪽 번호 필요]쪽. ISBN 978-4062950664.
4. ↑  고탄다 야스히코 (2010년 10월 16일). “マエケン　エースへの道＜上＞スポーツ万能少年”. 《주고쿠 신문》 (일본어). 2010년 10월 20일에 원본 문서에서 보존된 문서. 2010년 11월 6일에 확인함.
5. ↑  다구치 신이치로 (2006년 4월 2일). “前田が本盗!PL7年ぶり4強／センバツ”. 《닛칸 스포츠 오사카판》 (일본어). 2006년 7월 25일에 원본 문서에서 보존된 문서. 2010년 11월 6일에 확인함.
6. 1 2  2008年度広島東洋カープ年鑑 보관됨 2009-07-02 - 웨이백 머신 - Sponich Annex
7. ↑  세쓰마루 유이치 2011, 12쪽
8. ↑  고탄다 야스히코 (2010년 10월 17일). “マエケン　エースへの道＜中＞走り込み”. 《주고쿠 신문》 (일본어). 2010년 10월 21일에 원본 문서에서 보존된 문서. 2010년 11월 6일에 확인함.
9. 1 2  다구치 신이치로 (2006년 7월 30일). “前田満塁弾もPL学園敗退／高校野球”. 《닛칸 스포츠 오사카판》 (일본어). 2009년 12월 16일에 원본 문서에서 보존된 문서. 2010년 11월 6일에 확인함.
10. ↑  広島・前田健が笑顔で一発更改 大幅増に大満足 보관됨 2009-11-04 - 웨이백 머신 - Sponichi Annex, 2008년 11월 27일
11. ↑  야마모토 오사무 (2010년 11월 2일). “マエケンが沢村賞、球団6人目”. 《주고쿠 신문》 (일본어). 2010년 11월 4일에 원본 문서에서 보존된 문서. 2010년 11월 7일에 확인함.
12. ↑  今井克範 (2011년 3월 18일). “マエケンを飛躍させた“運命の一球””. 《論スポ》 (일본어). 2016년 3월 14일에 원본 문서에서 보존된 문서.
13. ↑  이시다 아쓰코 (2012). 《구장 러버스: 내가 야구하러 가는 이유(5권)》. 쇼넨가호샤. ISBN 978-4-7859-3850-5.
14. ↑  “マエケン　史上74人目6年ぶりノーヒットノーラン達成”. 스포츠 닛폰. 2012년 4월 6일. 2012년 4월 6일에 확인함.
15. ↑  “2013ＷＢＣ日本代表候補選手発表”. 일본 야구 기구. 2012년 12월 4일. 2015년 4월 3일에 확인함.
16. ↑  “2013ＷＢＣ日本代表28選手の発表”. 일본 야구 기구. 2013년 2월 20일. 2015년 4월 2일에 확인함.
17. ↑  “井端＆マエケン　ＷＢＣベストナイン　ドミニカ共和国から最多５人”. 《스포니치아넥스》 (스포츠 닛폰 신문사). 2013년 3월 22일. 2016년 1월 8일에 확인함.
18. ↑  “まるで精密機械“マエダックス”を米メディア絶賛”. 《도스포 Web》 (도쿄 스포츠). 2013년 3월 19일. 2013년 3월 21일에 원본 문서에서 보존된 문서. 2013년 3월 21일에 확인함.
19. ↑  사이 요스케 (2013년 12월 11일). “マエケンがメジャー挑戦へ　広島理解示す”. 《nikkansports.com》 (닛칸 스포츠 신문사). 2016년 11월 3일에 확인함.
20. ↑  “侍ジャパン「2014 SUZUKI 日米野球」出場選手発表！”. 《사무라이 재팬 공식 홈페이지》. 일본 야구 국가대표팀. 2014년 10월 9일. 2015년 3월 26일에 확인함.
21. ↑  “プロ野球：ヤクルト4－2広島　コイ初陣飾れず”. 《마이니치 신문》. 2015년 3월 28일. 2015년 8월 30일에 원본 문서에서 보존된 문서.
22. ↑  堤之剛 (2015년 8월 27일). “マエケン6年連続2桁勝利　宝刀スライダーさえ渡る”. 《아사히 신문 디지털》. 2015년 8월 29일에 원본 문서에서 보존된 문서.
23. ↑  “広島前田ハーラートップ15勝目、中日3連敗”. 《nikkansports.com》. 2015년 10월 2일. 2016년 10월 3일에 확인함.
24. ↑  “개인 연도별 성적 - 마에다 겐타”. 일본 야구 기구. 2015년 10월 27일에 확인함.
25. ↑  “沢村賞は前田健太（C）が2度目の受賞”. 일본 야구 기구. 2015년 10월 26일. 2015년 11월 19일에 원본 문서에서 보존된 문서. 2015년 10월 27일에 확인함.
26. ↑  “トップチーム第一次候補選手発表！11月に行われる「WBSC世界野球プレミア12」へ向けて65名が名を連ねる”. 《사무라이 재팬 공식 홈페이지》. 일본 야구 국가대표팀. 2015년 7월 16일. 2015년 8월 4일에 확인함.
27. ↑  “「WBSC世界野球プレミア12」侍ジャパントップチーム候補選手45名を発表”. 《사무라이 재팬 공식 홈페이지》. 일본 야구 국가대표팀. 2015년 9월 10일. 2015년 9월 20일에 확인함.
28. ↑  “「WBSC プレミア12」侍ジャパントップチーム最終ロースター28名発表！！”. 《사무라이 재팬 공식 홈페이지》. 일본 야구 국가대표팀. 2015년 10월 9일. 2015년 10월 9일에 확인함.
29. ↑  “広島前田健太メジャーへ　球団がポスティング許可”. 《nikkansports.com》 (닛칸 스포츠). 2015년 12월 4일. 2016년 11월 3일에 확인함.
30. ↑  “マエケン、メジャー挑戦へ　広島がポスティング容認「一番いいタイミング」”. 《Sponichi Annex》 (스포츠 닛폰). 2015년 12월 4일. 2016년 11월 3일에 확인함.
31. ↑  “マエケン ドジャース入団会見、背番号「18」のユニホーム姿披露”. 《Sponichi Annex》. 2016년 1월 8일.
32. ↑  “【米国はこう見ている】ドジャース入りマエケンの決断、米地元紙は高評価「マエダを気に入った」”. full-Count. 2016년 1월 8일. 2016년 1월 8일에 확인함.
33. ↑  “LOS ANGELES DODGERS”. Cot's Baseball Contracts. 2019년 12월 1일에 확인함.
34. ↑  “マエケン白星デビュー、6回無失点初本塁打も”. 《nikkansports.com》 (닛칸 스포츠 신문사). 2016년 4월 7일. 2016년 11월 2일에 확인함.
35. ↑  “マエケン、球団記録作ってしまった”. 《데일리 스포츠 online》 (데일리 스포츠). 2016년 5월 12일. 2016년 11월 3일에 확인함.
36. ↑  “マエケン、初の代走に「急でびっくり。準備ゼロ」”. 《nikkansports.com》 (닛칸 스포츠). 2016년 7월 7일. 2016년 11월 3일에 확인함.
37. ↑  “マエケン、メジャー自己最多13Kで8勝目「三振はついてきた結果”. 《스포츠 호치》 (호치 신문사). 2016년 7월 12일. 2016년 8월 20일에 원본 문서에서 보존된 문서. 2016년 11월 2일에 확인함.
38. ↑  マエケン、代打で空振り三振 09年憲伸以来の日本人投手2人目 보관됨 2019-04-10 - 웨이백 머신 - 산케이 스포츠, 2016년 7월 23일
39. ↑  “マエケン メジャー2度目の代走 シーガーの一発でホーム踏む”. 《Sponichi Annex》 (스포츠 닛폰 신문사). 2016년 7월 31일. 2016년 11월 3일에 확인함.
40. ↑  “マエケン「とりあえず10勝できたのは良かった」”. 《nikkansports.com》 (닛칸 스포츠 신문사). 2016년 8월 5일. 2016년 11월 3일에 확인함.
41. ↑  Eddy Matt (2016년 10월 5일). “2016 MAJOR LEAGUE ALL-ROOKIE TEAM”. 《Baseball America》 (영어). 2016년 10월 24일에 확인함.
42. ↑  Osborne Cary (2016년 11월 14일). “It’s unanimous: Corey Seager is NL Rookie of the Year”. 《Dodgers.com》 (영어). 2016년 12월 7일에 확인함.
43. ↑  “マエケン　左太もも裏の張りで故障者リスト入り”. 닛칸 스포츠. 2017년 5월 12일. 2017년 5월 26일에 확인함.
44. ↑  マエケン、プロ初Ｓも「別に」…９年ぶり救援で意地の４回１失点６Ｋ 보관됨 2019-04-10 - 웨이백 머신 - 산케이 스포츠, 2017년 6월 11일
45. ↑  マエケン、新人から連続2桁勝利は野茂ら次ぐ5人目 - 닛칸 스포츠, 2017년 8월 3일
46. ↑  マエケン、ダルビッシュと世界一へ！出来高もゲット440万ドル 보관됨 2017-08-03 - 웨이백 머신 - 스포츠 호치, 2017년 8월 3일
47. ↑  前田健太が9球白星、敵主軸斬りスライダーに女房役脱帽「明らかに打てない球」 - Full-Count, 2017년 10월 8일
48. ↑  前田健太が敵地で救援登板、１２球で３者凡退に抑える 보관됨 2017-10-14 - 웨이백 머신 - 스포츠 호치, 2017년 10월 10일
49. ↑  マエケン　好救援で今プレーオフ２勝目　カブス中軸をピシャリ　ドジャース先勝 - 스포츠 닛폰, 2017년 10월 15일
50. ↑  マエケンＰＳ４回完全！ド軍足踏みも右打者３人を１０球料理 - 스포츠 닛폰, 2017년 10월 20일
51. ↑  ドジャース　２９年ぶりワールドシリーズ進出！マエケンまたも完璧救援 - 스포츠 닛폰, 2017년 10월 20일
52. ↑  マエケン　今プレーオフ初失点　アルテューべに同点３ラン浴びる - 스포츠 닛폰, 2017년 10월 30일
53. ↑  ド軍１敗もマエケンが光！６戦連続無失点救援、右キラーの本領 - 스포츠 닛폰, 2017년 10월 27일
54. ↑  マエケン、７戦連続無失点救援　乱調ダルの後受け好リリーフ - 스포츠 닛폰, 2017년 10월 28일
55. ↑  ドジャース、逆転勝利で逆王手！マエケン大一番で好救援 - 스포츠 닛폰, 2017년 11월 1일
56. 1 2  “マエケン出番なし終戦「すごく悔しいです」”. 《닛칸 스포츠》. 2018년 10월 29일. 2018년 12월 6일에 확인함.
57. ↑  マエケン、日本投手初の２年連続ＷＳ登板！２／３回を無失点　ド軍は敗北 보관됨 2019-04-20 - 웨이백 머신 - 산케이 스포츠, 2018년 10월 25일
58. 1 2  “マエケン延長15回に登板、２回１安打無失点の好投”. 《닛칸 스포츠》. 2018년 10월 27일. 2018년 10월 27일에 확인함.
59. ↑  “マエケン続投懇願も却下　対戦約束会沢に打席回らず”. 《닛칸 스포츠》. 2018년 11월 14일. 2018년 12월 6일에 확인함.
60. ↑  “Twins land Maeda in Mookie blockbuster”. 《MLB.com》. 2020년 2월 4일. 2020년 2월 5일에 확인함.
61. ↑  “Report: Brusdar Graterol's Health 'Spooked' Red Sox, Holds Up Mookie Betts Trade”. 《BleacherReport.com》. 2020년 2월 6일. 2020년 2월 6일에 확인함.
62. ↑  “マエケン　ツインズ移籍消滅　交換要員グラテオルの故障歴で4球団絡む大型トレードからツ軍「除外」”. 《livedoor　NEWS》. 2020년 2월 9일에 원본 문서에서 보존된 문서. 2020년 2월 9일에 확인함.
63. ↑  “Dodgers, Twins agree to new Kenta Maeda deal”. 《ESPN.com》. 2020년 2월 10일. 2020년 2월 10일에 확인함.
64. ↑  “マエケン８者連続三振をマーク！ツインズ球団新記録”. 《닛칸 스포츠》. 2020년 8월 19일. 2020년 8월 19일에 확인함.
65. ↑  “ツインズ・前田健太投手、９回先頭に安打浴びノーヒッター逃す”. 《스포츠 호치》. 2020년 8월 19일. 2020년 8월 19일에 확인함.
66. ↑  “前田健太、ノーノーならず4勝目も逃す　9回途中1安打の好投も救援追いつかれ白星消滅”. 《Full-Count》. 2020년 8월 19일. 2020년 8월 19일에 확인함.
67. ↑  “マエケン、日米通算１５０勝達成「いい形で終えることができた」”. 산케이 스포츠. 2020년 9월 24일. 2020년 11월 7일에 원본 문서에서 보존된 문서. 2020년 10월 1일에 확인함.
68. ↑  “ツインズ、２年連続で地区Ｖ　マエケンはポストシーズン開幕戦で先発”. 산케이 스포츠. 2020년 9월 28일. 2020년 10월 1일에 확인함.
69. ↑  “マエケン５回無失点　ツインズ16年ぶりの好投”. 닛칸 스포츠. 2020년 9월 30일. 2020년 10월 1일에 확인함.
70. ↑  “マエケンのツインズは終戦、来季への雪辱を誓う”. 산케이 스포츠. 2020년 10월 1일. 2020년 10월 1일에 확인함.
71. ↑  “ファースト・チームにダルビッシュ有、セカンド・チームに前田健太が選出！ 2020年の「オールMLBチーム」が発表（ベースボールチャンネル）”. 《Yahoo!ニュース》 (일본어). 2020년 12월 10일에 원본 문서에서 보존된 문서. 2020년 12월 15일에 확인함.
72. 1 2  Pitch Type | FanGraphs Baseball - (8/29/2019)
73. ↑  “マエケン、６月以来の救援　２失点に「すっきりはしない」”. 《산케이 스포츠》. 2017년 9월 26일. 2017년 9월 26일에 원본 문서에서 보존된 문서. 2017년 9월 26일에 확인함.
74. 1 2  “まずはストレートを磨くべし！” [우선은 직구를 닦을 것!]. 《야큐코조》 (뱌쿠야쇼보) (2010년 8월호): 44–51. 잡지 18801-8.
75. ↑  広島・前田健“佐々岡スライダー”で開幕ローテへ 보관됨 2009-12-18 - 웨이백 머신 - 스포츠 닛폰, 2008년 1월 26일
76. ↑  “What's the scouting report on new Dodgers pitcher Kenta Maeda?”. Fox Sports. 2016년 1월 1일. 2016년 1월 26일에 확인함.
77. ↑  “前田健太、“リリーバー”の価値に脚光 米メディア称賛「シャットダウン・トリオ」”. 《THE ANSWER》. 2019년 9월 23일에 원본 문서에서 보존된 문서. 2019년 9월 16일에 확인함.
78. ↑  “好救援の前田健太、複雑胸中吐露 “リリーフ向き”の声に「悔しいというか…」”. 《Full-count》. 2019년 9월 16일에 확인함.
79. ↑  “代打マエケン、きっちり犠打「別に普通」”. 《SANSPO.COM》. 2019년 6월 22일에 원본 문서에서 보존된 문서. 2019년 6월 22일에 확인함.
80. ↑  다구치 신이치로 (2006년 1월 9일). “ＰＬの桑田2世、150キロ出して本家超え宣言”. 《나니와 WEB》. 2006년 1월 11일에 원본 문서에서 보존된 문서. 2010년 11월 6일에 확인함.
81. ↑  “FanGraphs - Splits”. 2018년 9월 8일에 원본 문서에서 보존된 문서. 2019년 1월 21일에 확인함.
82. ↑  “なぜセ・リーグはエースが育たないのか？”. 《web Sportiva》. 슈에이샤. 2010년 9월 13일. 2010년 9월 17일에 원본 문서에서 보존된 문서. 2016년 11월 3일에 확인함.
83. ↑  “球界クライシス。セ・リーグの投手のレベルが落ちている!?”. 《web Sportiva》. 슈에이샤. 2013년 9월 19일. 2016년 3월 4일에 원본 문서에서 보존된 문서. 2016년 11월 3일에 확인함.
84. ↑  고세키 준지; 니시오 노리후미; 이즈미 나오키 (2010). 《プロ野球スカウティングレポート2010》 [프로 야구 스카우팅 리포트 2010]. 어스펙트. 172 – 173쪽. ISBN 978-4-7572-1744-7.
85. ↑  우지하라 히데아키 (2011년 1월 22일). “多くの球数が本当に必要なのか? 前田健太に見る「投げ込み」の意味”. 《Number Web『野球善哉』》. 분게이슌주. 2016년 3월 5일에 원본 문서에서 보존된 문서. 2016년 1월 8일에 확인함.
86. ↑  マエケン体操、来季も見られます - 닛칸 스포츠, 2013년 12월 13일
87. ↑  サークル・スクラッチ - YouTube
88. ↑  Dodgers Players Weekend nicknames explained 보관됨 2017-09-16 - 웨이백 머신 - MLB.com(2017년 8월 25일), 2017년 9월 17일 확인
89. ↑  고탄다 야스히코 (2010년 10월 18일). “マエケン　エースへの道＜下＞負けず嫌い”. 《주고쿠 신문》 (일본어). 2010년 10월 21일에 원본 문서에서 보존된 문서. 2010년 11월 6일에 확인함.
90. ↑  “TVでた蔵 2012年2月21日放送　ニュースJAPAN＆すぽると”. 와이어 액션. 2012년 2월 21일. 2015년 6월 26일에 원본 문서에서 보존된 문서. 2015년 6월 25일에 확인함.
91. ↑  “ほこ×たて 2013/01/01(火)18:00 の放送内容”. 《TVでた蔵》. 3쪽. 2023년 4월 5일에 원본 문서에서 보존된 문서. 2020년 8월 19일에 확인함.
92. ↑  “ほこ×たて 2013/01/01(火)18:00 の放送内容”. 《TVでた蔵》. 4쪽. 2023년 4월 6일에 원본 문서에서 보존된 문서. 2020년 8월 19일에 확인함.
93. ↑  “マエケン ２０１２年にテレビ企画で「初対戦」した清宮との思い出”. 《東スポWeb》. 2018년 3월 6일. 2020년 8월 19일에 확인함.
94. ↑  모두 포수인 이시하라 요시유키와 함께 공동 수상했다.
95. ↑  “テレ朝主催『第45回ビッグスポーツ賞』にフィギュア高橋大輔選手ら”. ORICON 캐리어. 2011년 1월 14일. 2017년 9월 12일에 원본 문서에서 보존된 문서. 2017년 7월 27일에 확인함.
96. ↑  “マエケン今季もタイトル獲る！「速玉賞」受賞で気合”. 《Sponichi Annex》 (스포츠 닛폰 신문사). 2014년 3월 27일. 2017년 9월 13일에 확인함.
97. ↑  “マエケン　プロ初セーブ！４回６Ｋ１失点の好リリーフ”. Sponichi Annex. 2017년 6월 10일. 2017년 6월 10일에 확인함.[깨진 링크(과거 내용 찾기)]
98. ↑  マエケン、日米150勝達成「200勝したい」 - 닛칸 스포츠, 2020년 9월 24일